# Emiko Kiyosawa
Emiko Kiyosawa (jap. 清澤 恵美子, Kiyosawa Emiko; * 20. November 1983 in Yokohama) ist eine japanische Skirennläuferin. Sie nimmt erfolgreich an Rennen des Far East Cups teil und startet seit 2009 im Weltcup.

## Biografie
Kiyosawa nahm im Februar 1999 erstmals an FIS-Rennen und japanischen Meisterschaften teil. Nach einem Bruch des Schien- und Wadenbeines musste sie ab Dezember 1999 knapp ein Jahr pausieren. Seit Februar 2001 ist Kiyosawa auch im Far East Cup am Start. In dieser Rennserie gelang ihr im März 2003 die erste Podiumsplatzierung, nachdem sie zuvor schon mehrere Siege und Podestplätze in FIS-Rennen erreicht hatte. Einen ersten internationalen Erfolg erzielte Kiyosawa, die an der Senshū-Universität studierte, im Januar 2005 mit dem Gewinn der Bronzemedaille im Super-G bei der Universiade in Innsbruck. Im Far East Cup feierte sie am 11. März 2007 in einem Super-G in Hakuba ihren ersten Sieg. Ab 2009 kamen zahlreiche weitere Siege hinzu, womit sie neben einigen Siegen in Disziplinenwertungen im Jahr 2010 auch die Gesamtwertung des Far East Cups gewann.
Seit November 2009 ist Kiyosawa auch im Weltcup am Start, bisher ausschließlich in den Disziplinen Slalom und Riesenslalom. In ihrem 16. Weltcuprennen, dem Slalom von Zagreb am 3. Januar 2012, konnte sie sich erstmals für den zweiten Durchgang der besten 30 qualifizieren und mit Platz 24 ihre ersten Weltcuppunkte gewinnen. Ihr bisher bestes Weltcupergebnis ist der 21. Platz am 10. März 2013 beim Slalom in Ofterschwang.

## Erfolge

### Weltcup
- 4 Platzierungen unter den besten 30

### Far East Cup
- Gesamtsieg 2010
- 15 Siege und weitere 22 Podestplätze

### Weitere Erfolge
- Dreifache Japanische Meisterin (Riesenslalom 2003 und 2009, Super-G 2005)
- Bronzemedaille im Super-G bei der Universiade 2005
- 1 Sieg im Australia New Zealand Cup
- 32 Siege in FIS-Rennen